# Katastrofa lotu Aerofłot 811
Katastrofa lotu Aerofłot 811 – katastrofa lotnicza, która wydarzyła się 24 sierpnia 1981 roku. Pasażerski An-24 linii Aerofłot zderzył się z wojskowym Tupolewem Tu-16 nieopodal miasta Zawitinsk w obwodzie amurskim. Z obu samolotów przeżyła tylko jedna osoba.

## Załoga[a]
Załoga składała się z 4 pilotów oraz 1 stewardesy:
- kapitan Aleksander Mirgorodski
- drugi pilot Walerij Szeweljow
- nawigator Fiedosij Kryżanowski
- inżynier pokładowy Nikołaj Dimitrijew
- stewardesa Galina Borisowa

## Przebieg wypadku
Trasa samolotu przebiegała z Jużnosachalińska do Błagowieszczeńska z międzylądowaniem w Komsomolsku nad Amurem. Samolot wystartował z Komsomolska o 14:56 czasu lokalnego, z ponad czterogodzinnym opóźnieniem spowodowanym warunkami atmosferycznymi. Kontroler lotów ostrzegł załogę, że w pobliżu na wysokości 4200–4500 metrów mogą się znajdować samoloty wojskowe. W tym czasie w bazie lotniczej w Zawitinsku wystartowały dwa wojskowe Tu-16, aby sprawdzić jaka jest pogoda w okolicy. O godzinie 15:21 na wysokości 5220 metrów jeden z nich uderzył w Antonowa Aerofłotu. Zderzenie nastąpiło w bardzo dobrych warunkach, widzialność nie spadała poniżej 10 kilometrów. W wyniku zderzenia od kadłuba samolotu pasażerskiego oderwały się oba skrzydła, a następnie rozbił się w tajdze. Oba samoloty rozbiły się w odludnym i trudno dostępnym terenie. Jedna z pasażerek – Łarisa Sawicka przeżyła katastrofę.

## Przyczyny
Śledztwo dowiodło, że główną przyczyną zderzenia był brak radaru w bazie lotniczej w Zawitinsku, przez co kontroler nie wiedział o obecności wojskowej maszyny.

## Następstwa
Po katastrofie jedyna ocalała Łarisa Sawicka opowiedziała, że KGB zabroniło jej wyjawić informację o katastrofie lotu 811 opinii publicznej. Rząd radziecki zataił całą sprawę, a społeczeństwu powiedzieli, że Sawitskaja rozbiła się w zrobionym przez siebie szybowcu. W ramach odszkodowania pasażerka otrzymała od Aerofłotu ok. 20 dolarów amerykańskich.